# X論文

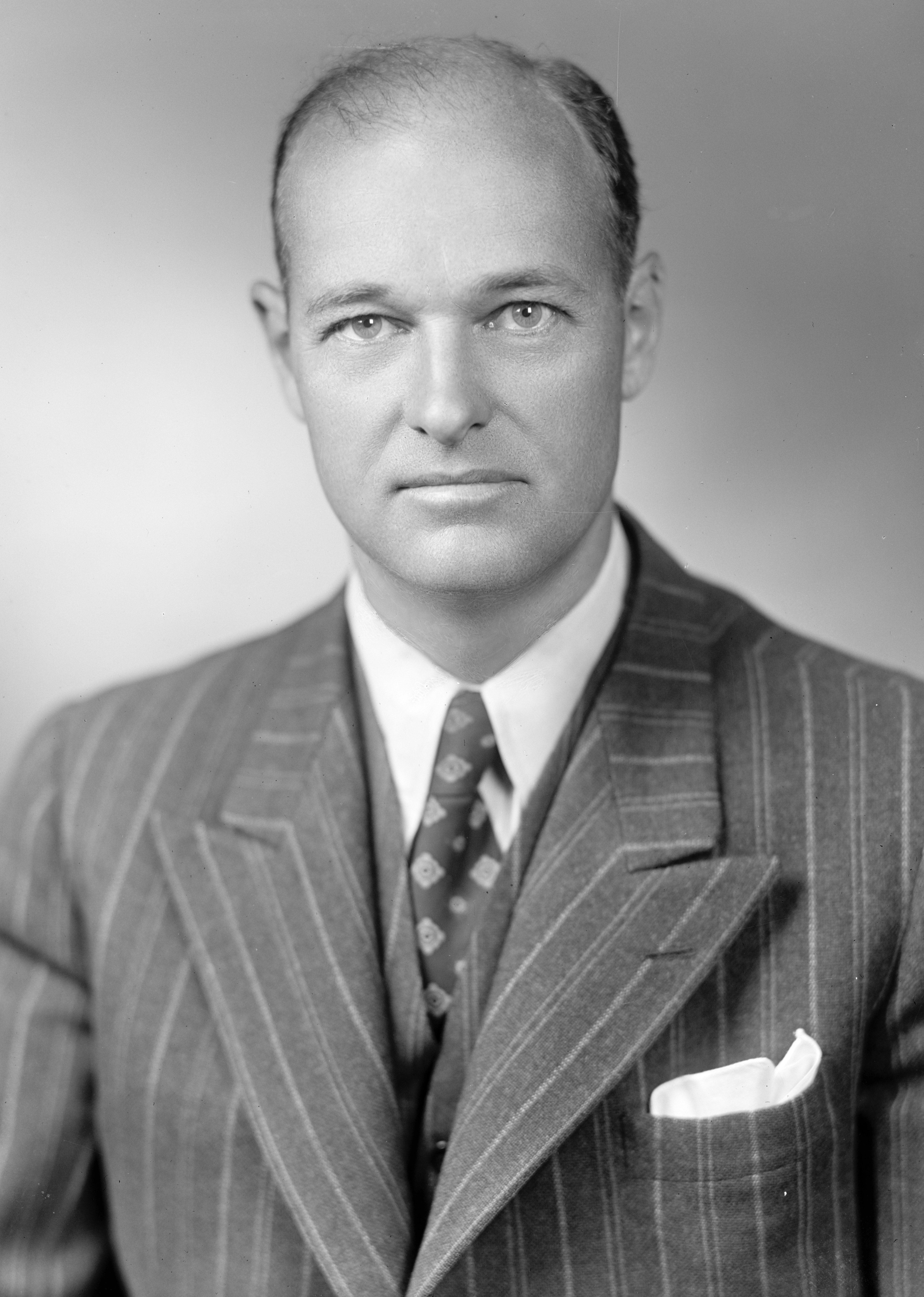
X論文が公表された1947年当時のジョージ・F・ケナン

X論文（英語: X Article）は、アメリカ国務省の政策企画本部長ジョージ・F・ケナン（George F. Kennan）が『フォーリン・アフェアーズ（Foreign Affairs）』誌（1947年7月号）に寄稿した論文である。正式名は『ソヴィエトの行動の源泉（The Sources of Soviet Conduct）』。発表時の著者名が「X」となっていたことから、「X論文」と通称する（ただし、筆者がケナンであることは早くから知られていた）。
いわゆる「封じ込め政策」の理論的根拠をなす論考として知られている。

## 背景
国務省内でも数少ないソ連通として通っていたジョージ・F・ケナンは、3度にわたってモスクワに赴任し、大使館勤務を経験した。1946年2月22日、ケナンは約8,000語にも及ぶ「長文電報（Long telegram）」をモスクワから国務省へ打電した。ソ連との関係のあり方を詳細に分析したこの電報は国務省内で回覧され、当時のトルーマン政権に大きな影響を及ぼした。1947年3月12日の一般教書演説で発表された「トルーマン・ドクトリン」は、この長文電報の影響を色濃く反映したものであった。ただしケナンは後述する報告書（PPS1）で、善悪二元論に基づく対ソ強硬路線を主張するこの宣言を批判している。
同年5月5日、国務長官ジョージ・マーシャルは国務省内に政策企画本部（Policy Planning Staff, PPS）を設立し、ケナンを長に据えた。5月23日に提出された報告書「合衆国の西欧援助政策―政策企画本部の見解」（PPS1）は、経済復興を通じて共産主義の影響を西欧から排することを主張した論考であり、マーシャル・プランの源流の1つをなすが、同時にこの報告書は、トルーマン・ドクトリンが与える2つの誤った印象を是正するよう求めた。即ち、「世界問題に取り組む米国の態度は、共産主義の圧力に対する防衛的反応であり、諸外国への復興援助は、この反応の副産物に過ぎない」という印象と、「トルーマン・ドクトリンは、共産圏に入る気配のある地域へ経済的、軍事的援助を与える白紙委任手形である」という印象である。
ケナンは、6月末に刊行された外交評論誌『フォーリン・アフェアーズ』に「ソヴィエトの行動の源泉」と題する論文を寄稿し、「長文電報」や「PPS1」を敷衍した主張を展開した。同論文は、ケナンが国務省の重職にあることを考慮して著者名を伏せ、「X」の名で発表された。

## 論旨
本論文は、4節で構成されている。以下にその要旨を掲げる。
なお、論旨の記述に当たり、原文における「ソヴィエト（Soviet）」、「ソ連（USSR）」、「ロシア（Russia）」、「モスクワ（Moscow）」といった呼称については、概ね「ソ連」で統一した。

### 第1節
ソ連権力の政治的性格は、イデオロギーと環境とによって生み出されたものである。ソ連の行動を理解し、対抗するためには、この2つがどう影響しているかを考察せねばならない。
ソ連の指導者が奉じたイデオロギーは、マルクス以来不断の変化を遂げてきた複雑なものであるが、1916年における共産主義思想の特徴は、次のように要約できよう。
a. 人間生活の中核をなす要素は、商品が生産・交換される構造である。
b. 資本主義的生産体制は非道な制度であり、必然的に資本所有階級による労働者階級の搾取につながる。
c. 資本主義は己を破壊する種を内に含んでおり、必然的に革命によって政権は労働者階級へ移転する。
d. 資本主義の最終段階としての帝国主義は、戦争と革命を誘発する。
こうした考え方は、革命前のロシアの革命家らを虜にした。ツァーリの専制に不満を抱いた彼らは、自らの希望に疑似科学的な根拠を提供してくれるマルクスの理論に飛びついたのである。
彼らは専ら敵対政権の打倒に注力してきたため、政権奪取後の構想はほとんど一致していなかった。革命直後の環境は独裁政権を必要とした。共産党の支持者はいまだ少数であり、「社会の資本主義的部分」や個々の農民が政権を脅かす不安材料として存在していた。また、レーニンの後継を争ったスターリンらは、対抗勢力の存在を許せる人物ではなかった。共産党以外のいかなる勢力も存在してはならず、それと同様に党の内部でも、党員は指導部の意思に従属せねばならなかった。
ソ連の指導者に対する一切の反対は、彼らの理論では、死滅しつつある資本主義の残滓からのみ生ずる。革命直後の時点では、彼らは国内における資本主義の残滓を独裁維持の根拠としてきたが、これが清算されたと公式に指摘されてからは、理由付けができなくなってしまった。そのため、外国の資本主義による脅威が新たな根拠として強調された。同じ理由から、資本主義世界と社会主義世界とは相容れないとするテーゼが強調された。
支配者らは、独裁維持の正当化のために利用されてきたこれらの虚構から決別できない。なぜなら、この虚構は既にソ連の哲学において、正当なものと認められているからである。

### 第2節
ソ連を理解する上で重要な概念として、「資本主義と社会主義との間には、内在的敵対関係がある」との考えが挙げられる。これは、ソ連と資本主義国とは共通の目的を持ち得ないことを意味する。一時的にこれに逆行する行動があれども、そのことをもって「ロシア人は変わった」などと喜ぶのは誤りである。
だが、ソ連が積極的に我々を打倒しに掛かるわけではない。資本主義は必然的に崩壊するとの理論は、そのことについて慌てずともよいという、幸いな意味を内包している。来たるべき時までは、内外の共産主義者がソ連を支持、育成する必要がある。ソ連の権力を妨げるような「投機的」な革命計画は、反革命的ですらある。
このことは、「クレムリンは決して過ちを犯さない」という第2の概念と結び付く。真理が党の指導部以外にも見出される場合、その真理が組織活動となって表現されるための根拠があることになるが、そのような存在をクレムリンは許すことができない。共産党の鉄の規律は、この無謬の原則を基礎としている。
指導部は、自らの目的に役立つと思うテーゼを自由に提示でき、その承認を運動の参加者らに要求できる。即ち、全ての下部機構は「主人の声」のみを聞くのであるから、外国の代表は下部機構に何を言っても無駄である。しかし指導部がブルジョアの論理に動かされることは期待できない。言葉を並べるよりも、否定し難い事実を見せ付けなければ彼らは動かない。
既に見たように、ソ連は自らの目的を急いで達するよう強制されていない。故に、個々の局面では比較的容易に譲歩するが、1度の敗北程度で簡単に屈服することもない。散発的行動でなく長期的政策によってのみ、有効に対抗できるのである。
従って、米国の対ソ政策の基本は、ソ連の膨張傾向に対する、長期の、辛抱強い、しかも強固で注意深い封じ込め（containment）でなければならない。ただしこの政策は、外面的「強硬さ」を見せることとは関係ない。ロシアが威信をあまり損なわずに受諾できるような要求を提示することが肝要である。

### 第3節
以上のことから、西側世界に対するソ連の圧力は、注意深い対抗力を用いて封じ込めることができるが、魅惑や説得では解消されないことが判る。だが、西側諸国はソ連のテーゼに縛られる必要はない。一方ソ連国内においては、統一や規律や無期限の忍耐が存在することになる。
ソ連は先進国に比肩する工業国となるために、重工業を発展させた。その結果、農業や消費財生産を無視し、未曾有の規模で強制労働が行われた。加えて、戦争は破壊や死をもたらした。人民は肉体的にも精神的にも疲弊しており、ソ連が放つ魔術的魅力には以前ほど惹き付けられなくなっている。
独裁国家といえども、民衆を限界以上に働かせることはできない。助けとなるのはより若い世代だけであるが、独裁政治によって創り出され、戦争によって強められた異常な感情的緊張が、青年期における行動にどう影響するか判らない。
さらに我々は、「資本主義の不均衡的発展」を批判する当のソ連で、金属精錬業や機械工業といった特定部門ばかりが不均衡に発展している事実を知っている。ソ連は満足な国道網も持たずに世界的工業国になろうとしているが、質が貧弱な上に、恐怖と強制に駆り立てられている労働者には技術的な誇りが不足している。こうした欠点が克服されない限り、狂信的熱情の輸出はできても、物的な力と繁栄をもって裏打ちすることのできない国となろう。
他方、ソ連の政治には権力の移転に関して大きな不安がある。ソ連が経験した個人的権威の移転は、レーニンからスターリンへのそれだけであるが、このときは実に12年の歳月を要し、数百万の人命を失った。
不安はスターリン個人の問題に留まらない。最近になって入党した多くの大衆と、歳月を経ても変わらず最高位に在り続ける少数の者との間には今後、認識や利害の乖離が生ずると推測される。さらに年を経て指導部がいよいよ若返るそのとき、権力委譲が平穏になされるとの確証はない。権力を欲する競争者らが自らへの支持を大衆に訴えるようになるならば、それは規律と服従という構造の放棄を意味し、秩序を失ったソ連は大混乱を来たすであろう。
ソ連の権力は、自身が考えるところの資本主義と同様に、自らを滅ぼす種を包含しており、しかも発芽がかなり進んでいる可能性が存在するのである。

### 第4節
近い将来ソ連と親交を結ぶことなど期待できないのは明らかである。米国はソ連を、協力者ではなく対抗者だと考えねばならない。それと共に、ソ連はまだ西側世界に比して遥かに弱い相手であること、ソ連の政策が柔軟性に富んでいること、ソ連社会が致命的欠陥を孕んでいるように思えることを考慮せねばならない。これらは、ソ連が世界の安定を乱す徴候を示した場合、どこであろうと米国が強固な封じ込めを開始するということの妥当性を示すものである。
だが実際には、米国の政策の可能性は、防御的体制をとるだけには限られてはいない。米国が自身の健全さを世界に示すことによっても、ソ連やその支持者に影響を及ぼすことは可能である。なぜなら、「資本主義社会は老衰している」と説く共産主義哲学を揺さぶることになるからである。
つまり、決定権は専ら米国自身の側にある。米ソ関係の問題は、本質的には米国の価値が試されることなのである。

## 影響
論文発表後、程なくして筆者が政策企画本部長ケナンであることが判ると、その名は世界に広く知れ渡り、彼は冷戦政策の立案者と目されるようになった。しかしそれは、ケナンの本意ではない。彼が提唱した「封じ込め政策」の概念は、次第に独り歩きを始めるようになる。
ケナンは、ソ連が平和で安定した世界の利益を侵食しようとしたならば、どこであろうと対抗力を行使することが重要であると主張した。この「対抗力」を軍事力と解する動きが、政権内外で広がったのである。ウォルター・リップマンは主著『冷戦（The Cold War）』で、この誤解に基づいた批判をケナンに加えている。
しかし、ケナンが意図したのは政治的な対抗手段であり、前提条件を見誤ったリップマンの批判は当たらない。また、ケナンは世界のあらゆる地域でソ連の影響力の増大を防がねばならないとは考えていない。トルーマン・ドクトリンを批判した際に明らかにしているように、彼が重視したのは西欧や日本など、近代的軍需生産が可能な地域であった。「封じ込め政策」について考察するに当たっては、こうした点に留意せねばならない。